# 蘇瓦涅布古
蘇瓦涅布古（法語：Soignébougou），是馬里的城鎮，位於該國中部，由塞古區的塞古省負責管轄，面積81平方公里，海拔高度313米，2009年人口3,110，人口密度每平方公里38人。